# Anthanassa ardys
Anthanassa ardys là một loài bướm ngày thuộc họ Nymphalidae. Nó được tìm thấy ở miền nam México, through Trung Mỹ to Colombia.

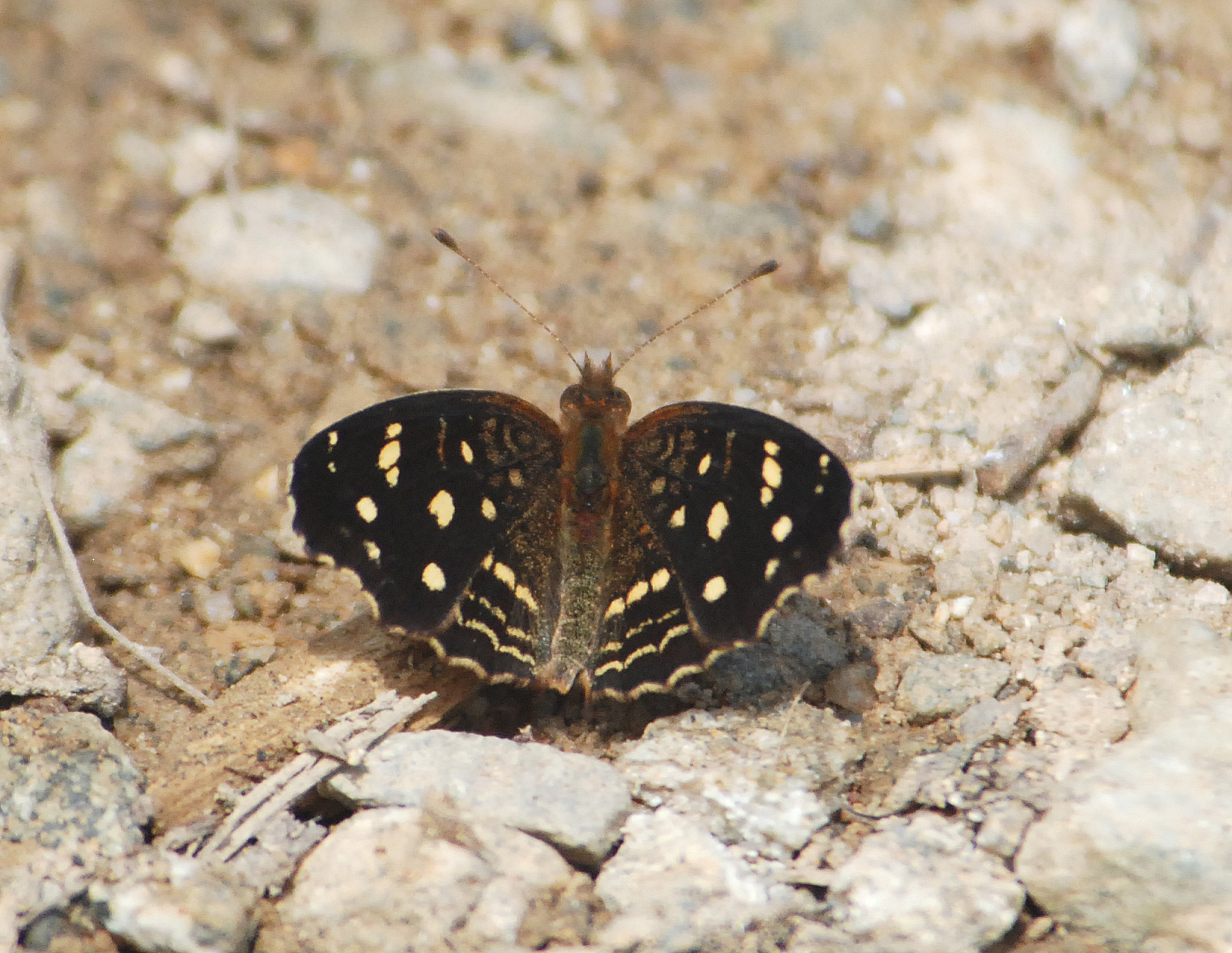

## Phụ loài
- Anthanassa ardys ardys (southern Mexico, Nicaragua, Costa Rica, Colombia)
- Anthanassa ardys subota (Guatemala (Polochic Valley), Costa Rica)